# Boucekiana
Boucekiana is een geslacht van vliesvleugeligen uit de familie Eurytomidae. De wetenschappelijke naam van dit geslacht is voor het eerst geldig gepubliceerd in 1975 door De Santis.

## Soorten
Het geslacht Boucekiana omvat de volgende soorten:
- Boucekiana tetracampoide De Santis, 1975
- Boucekiana tetracampoides De Santis, 1975